# 橘嘉智子
橘嘉智子（日语：／ Tachibana no Kachiko，延曆5年（786年） - 嘉祥3年5月4日（850年6月17日）），日本第五十二代嵯峨天皇的皇后，橘清友之女，母親為田口氏之女。是橘氏一門唯一的皇后。因在嵯峨野創建檀林寺而被稱為檀林皇后（だんりんこうごう）。

## 生平
橘嘉智子尚未及笄時，有法華寺尼禪雲為皇后看相，云能成為天子皇后母。橘皇后資性寬和，容貌風姿絕異，垂手過膝，髮長委於地。嵯峨天皇為親王時納之有寵。之後因為姿色美豔，成為皇后，後宮和睦安詳，群臣稱頌，天皇十分敬重。橘皇后亦是十分虔誠的佛教信徒，與異母兄右大臣橘氏公商議，開設學舍「學館院」，勸諸子弟學習經書，推動佛教經典教育。生下一子一女仁明天皇、正子內親王、秀良親王（考證生母高津內親王）、秀子內親王（考證生母大原淨子）、俊子內親王（考證生母大原淨子）、繁子內親王（考證生母文室文子）、芳子內親王（考證生母文室文子）。

### 逝世
橘皇后於嘉祥三年五月四日崩，年六十五。死前曾留下遺言，吩咐死後不需安葬，只需在野地曝屍，使人們看見人死後的身體變化而省悟諸行無常之道理。此事亦被繪為九相圖以傳後世。然而這只是傳說，實際上她的葬儀十分隆重。

## 略歷
大同四年，封夫人，賜封一百戶。
弘仁元年，進從三位。
弘仁五年，賜尾張、丹羽郡田二十四町。
弘仁六年七月七日，夢見自己著瓔珞、面相莊嚴，幾日後即進位皇后。
弘仁十四年，淳和天皇即位，尊為皇太后。
天長十年，仁明天皇即位，尊為太皇太后。
承和九年，遷冷然院。
嘉祥三年三月，落飾。五月四日，崩。

## 关联项目
- 帷子辻（日语：帷子辻）
- 九相圖
- 藤原冬嗣

## 來源
大日本史 （页面存档备份，存于）